# Gap (компания)
Gap Inc. (произносится Гэп) — американская компания, крупнейший ритейлер одежды в США и владелец третьей по величине в мире (после испанской Inditex и шведской H&M) сети магазинов по продаже одежды. Штаб-квартира компании расположена в Сан-Франциско (Калифорния).

## История
Компания была основана в 1969 году Доналдом Фишером и его женой Дорис Фишер; первый магазин под названием PAD был открыт в Сан-Франциско в здании театра на Оушн-авеню рядом с Университетом штата в Сан-Франциско и продавал джинсы Levi’s и аудиозаписи. После открытия магазина он разместил объявление, что продаёт около «четырёх тонн» джинсов по очень низким ценам. В итоге вся одежда была скуплена молодежью в первые же дни. Затем Дорис Фишер решила сменить название магазина на Generation Gap, стараясь этим указать на его современность и разрыв поколений, употребительный термин того времени. Но это название показалось ей слишком длинным, поэтому было оставлено просто Gap. Другим фирменным товаром Gap стали белые хлопчатобумажные футболки. Уже через год открылся второй магазин в Сан-Хосе.
К 1974 году оборот компании достиг 97 млн долларов, у неё было 186 магазинов в 21 штате. Быстрому росту Gap способствовала широкая рекламная кампания её единственного поставщика, Levi’s, но с 1973 года компания начала продавать товары других производителей, а также запустила несколько собственных брендов. В 1976 году компания провела первичное публичное предложение. Выручка за 1980 год превысила 300 млн долларов, более 40 % продаж приходилось на собственные торговые марки, магазины компании имелись уже почти во всех штатах.
В начале 1980-х годов популярность джинсов начала снижаться. Для смены курса развития компании Фишер в 1983 году пригласил на должность президента Милларда Дрекслера. Декслер создал собственный отдел дизайна, изменил оформление магазинов: оранжевые тона исчезли, стены стали серо-белыми, одежда была аккуратно сложена на полках и освещена мягким белым светом. Из всех собственных брендов был оставлен только Gap, под которым продавалась повседневная одежда. Вместо рекламы на радио и телевидении компания перешла на объявления в газетах и журналах. Таким образом, под руководством Дрекслера компания порвала с репутацией магазинов с дешёвой одеждой для подростков.

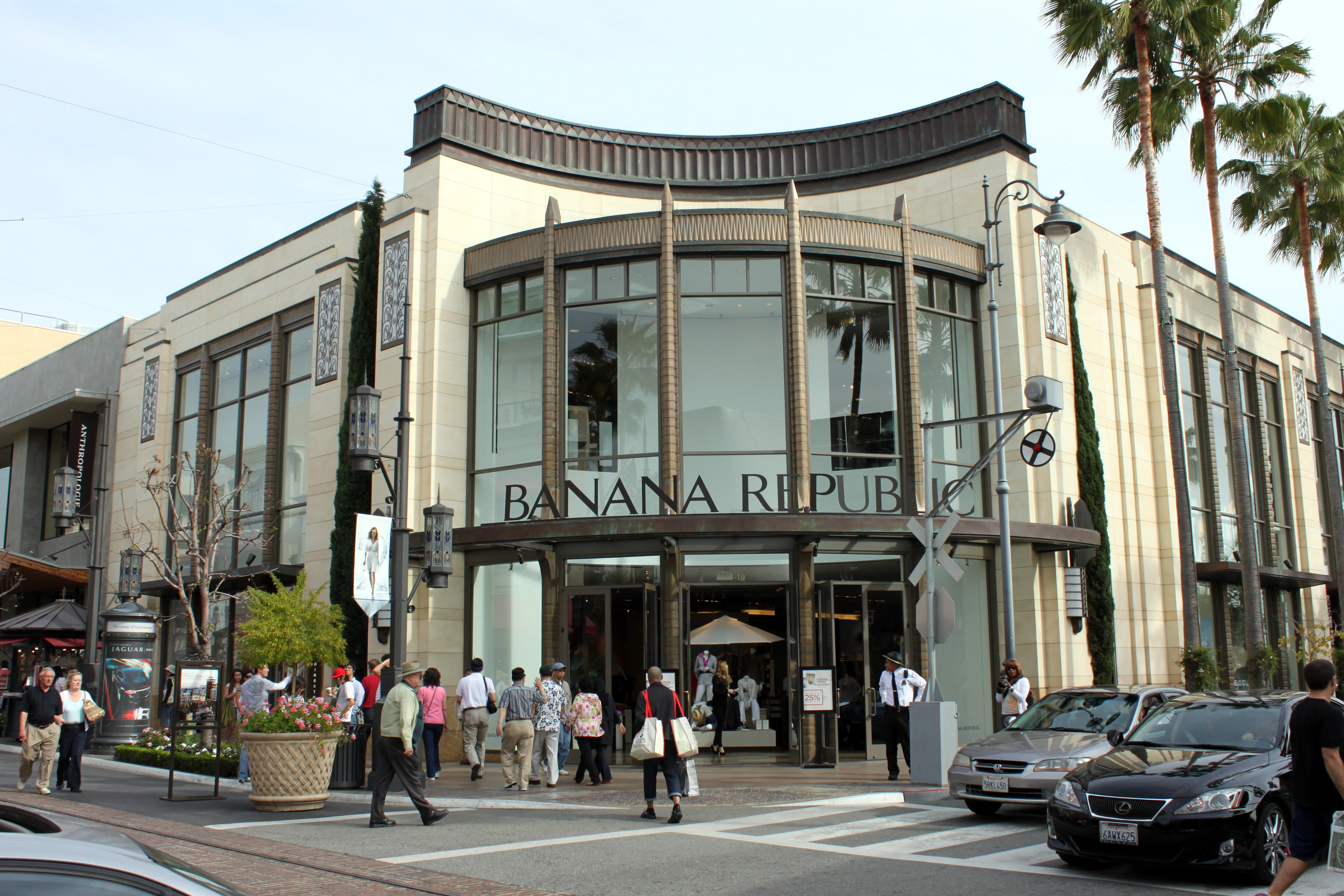
Магазин Banana Republic в Лос-Анджелесе

Также в 1983 году Gap приобрела другую калифорнийскую компанию, Banana Republic; она была основана в 1979 году занималась торговлей походной одеждой по каталогам. В 1986 году была запущена линия детской одежды GapKids. В 1987 году магазины Gap открылись в Канаде, Великобритании и Франции. В этом же году оборот компании достиг 1 млрд долларов. В 1990 году появился бренд BabyGap для самых маленьких.
В 1994 году была запущена новая торговая сеть, Old Navy; эти магазины были вдвое больше, чем Gap, а одежда была дешевле на 20—30 %. В конце 1990-х годов компания продолжала стремительно расти: в 1998 году было открыто 356 новых магазинов, в 1999 году — 570, в 2000 году — 731. Выручка за 2000 год составила 13,6 млрд долларов. Однако в начале 2000-х годов у Gap начались проблемы: 2001 год был закончен с убытком 7,7 млн долларов, компания начала терять долю на рынке. Кроме того, её обвиняли в использовании потогонной системы на фабриках в развивающихся странах. В 2002 году Дрекслер подал в отставку, его сменил Пол Пресслер, ранее работавший в The Walt Disney Company. По его инициативе была создана ещё одна сеть магазинов, Forth & Towne, ориентированная на женщин старше 35 лет; сеть была закрыта в 2007 году, в том же году Пресслер был уволен.
В 2008 году был куплен бренд спортивной одежды Athleta. В 2012 году за 130 млн долларов был приобретен бренд дизайнерской одежды Intermix; в 2021 году он был продан. В апреле 2021 года также был продан бренд детской одежды Janie and Jack, купленный в 2019 году.
В 2021 году Gap выпустила линию одежды с Канье Уэстом и его брендом Yeezy. Совместная коллекция стала первой в рамках сотрудничества, которое было рассчитано на десять лет. В 2022 году партнёрство было расторгнуто.
В сентябре 2021 года Gap сообщила о создании совместного предприятия с британским ритейлером Next: Gap получит 49 % нового предприятия, Next — 51 %. Благодаря этому, начиная с 2022 года товары Gap появятся в сети магазинов Next в Великобритании и Ирландии, а также будут продаваться на онлайн-платформе NEXT Total Platform. В 2022 году были проданы сети магазинов в Италии, Мексике и КНР; эти торговые точки продолжат работу по договору франчайзинга. В феврале 2024 года креативным директором компании был назначен Зак Позен.

## Собственники и руководство
Семье основателей компании Доналда и Дорис Фишер принадлежит более трети её акций, остальные акции — в свободном обращении. Рыночная капитализация на середину мая 2008 года — $13,7 млрд, на начало апреля 2025 года — $7,7 млрд; максимальная капитализация была в конце апреля 1999 года — $38,2 млрд, а минимальная в марте 2020 года — $2,6 млрд.
Руководство:
- Роберт Фишер (Robert J. Fisher, род. 26 августа 1956 года) — председатель совета директоров с 2004 года, в компании с 1980 года, сын основателей, крупнейший акционер (11,49 %)[13].
- Ричард Диксон (Richard L. Dickson) — президент и генеральный директор с августа 2023 года, до этого возглавлял производителя игрушек Mattel.

## Деятельность

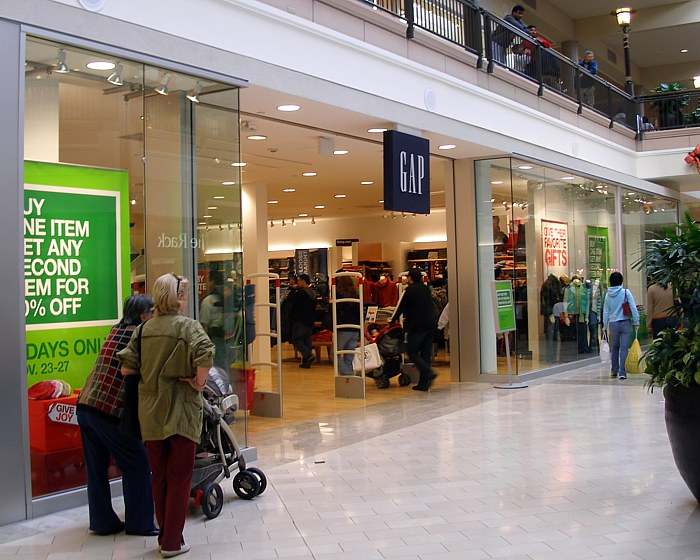
Магазин Gap в Сан-Хосе

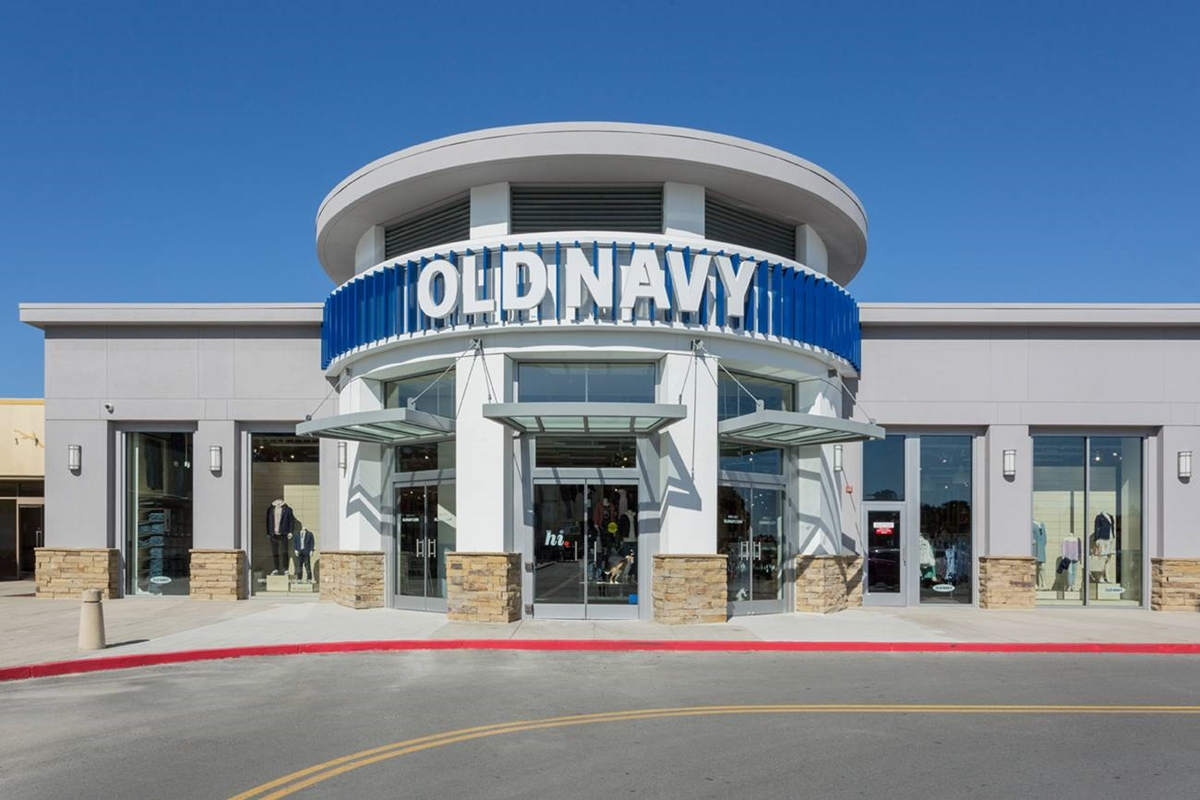
Магазин Old Navy в Калифорнии

Компания разрабатывает дизайн, продвигает свои бренды и продаёт одежду и галантерейные товары. У компании около 200 поставщиков, продукция изготавливается в основном в Азии, в частности, во Вьетнаме (27 %) и Индонезии (19 %). Выручка компании за 2024/25 финансовый год составила 15,1 млрд долларов, из них на продажи через магазины пришлось 9,3 млрд долларов, а на торговлю через интернет — 5,8 млрд долларов; на США пришлось 88 % выручки, Канаду — 8 %.
По состоянию на февраль 2025 года собственная розничная сеть компании насчитывала 2506 магазинов в США, Канаде, Японии и Тайване; ещё 1063 магазина работали по договору франчайзинга в 40 других странах.
Основные бренды:
- Gap — бренд одежды, основанный в 1969 году, включает линии GapKids, babyGap, Gap Maternity, GapBody и GapFit; 575 собственных магазинов; 22 % продаж;
- Old Navy — основан в 1994 году; 1249 собственных магазинов в США и Канаде; 56 % продаж;
- Banana Republic — основан в 1978 году, куплен в 1983 году; 422 собственных магазина; 13 % продаж;
- Athleta — основан в 1998 году, куплен в 2008 году; женская спортивная одежда; 260 собственных магазинов; 9 % продаж.